# Templul Neuschotz
Templul Neuschotz, cunoscut și ca Templul „Beth Iacob”, a fost o sinagogă modernă, primul așezământ de cult al iudaismului ortodox reformist la Iași.
Baronul evreu de cetățenie austro-ungară, Jacob de Neuschotz, a clădit în curtea Palatului Neuschotz din Iași o sinagogă modernă reformistă, în spiritul schimbărilor aduse de emancipare, de curentul Haskala și reforma estetică a iudaismului ortodox, după modelul unei sinagogi de acest fel din Germania.
Piatra inaugurală a construcției a fost pusă pe 13/25 mai 1865, clădirea fiind inaugurată la 15 septembrie. Printre rabinii care au păstorit la Templul Neuschotz pot fi amintiți Armand Levy și Iacob Niemirower, care în perioada interbelică a fost șef rabinul României.
„Între cele 152 sinagogi din Iași, ce servesc la oficierea diferitelor servicii religioase este și templul „Beth-Iacob", zidit în anul 1865 de către baronul de Neuschotz. Situat în centrul orașului, în Templu la început nu se aflau decât 84 jețuri pentru bărbați și înconjurat de un balcon în care se aflau 50 jețuri pentru femei. Condus de 7 epitropi aleși de enoriașii templului până la 1897, iar de la această dată numiți de către Adelaide Neuschotz, văduva defunctului Neuschotz. Aci veneau să se închine între alții cunoscutul Bik întemeietorul școalelor israelito-române, M. Schnürer, Dr. H. Tiktin și alte mari figuri evocatoare, interesante pentru istoria evreilor din Iași. ”— Gherner H., Wachtel B., Evreii ieșeni în documente și fapte, Tipografia Opinia, Iași, 1939, p. 170-174, citat de Gheorghe Samoilă, Iacob de Neuschotz ...
La 19 iunie 1867, în acest templu, a venit în vizită Domnitorul României, Carol I.
Fiind bombardată în timpul războiului, clădirea a fost demolată după anul 1944.